# Santa Leocádia (Tabuaço)
Santa Leocádia is een plaats (freguesia) in de Portugese gemeente Tabuaço en telt 134 inwoners (2001).